# Catada dolichognatha
Catada dolichognatha là một loài bướm đêm trong họ Erebidae.